# 京都府道249号宇治小倉停車場線
京都府道249号宇治小倉停車場線（きょうとふどう249ごう うじおぐらていしゃじょうせん）は、京都府宇治市を通る一般府道である。

## 概要
宇治市宇治から宇治市小倉町に至る。
宇治市内の主要な2つの駅（JR西日本奈良線 宇治駅と近鉄京都線 小倉駅）を結ぶ。

### 路線データ
- 起点：宇治市宇治（京都府道15号宇治淀線交点）
- 終点：宇治市小倉町（近鉄京都線 小倉駅前）

## 路線状況

### 重複区間
- 京都府道69号城陽宇治線（宇治市小倉町 - 宇治市小倉町・小倉交差点）

## 地理

### 通過する自治体
- 宇治市

### 交差する道路
| 交差する道路                        | 交差する場所 | 交差する場所 |
| ----------------------------------- | ------------ | ------------ |
| 京都府道15号宇治淀線                | 宇治         | 起点         |
| 京都府道69号城陽宇治線 重複区間起点 | 小倉町       |              |
| 京都府道69号城陽宇治線 重複区間終点 | 小倉町       | 小倉交差点   |

### 交差する鉄道
- 奈良線

### 沿線
- JR西日本奈良線 宇治駅
- 宇治警察署
- 京都中央信用金庫 宇治支店
- 宇治武田病院
- ユニチカ
- 宇治郵便局
- 医療法人仁心会 宇治川病院
- ニンテンドーミュージアム
- 京都信用金庫 小倉支店
- 京都銀行 小倉支店
- 近鉄京都線 小倉駅